# Kitka (miejscowość)
Kitka (bułg. Китка) – wieś w północno-wschodniej Bułgarii, w obwodzie Warna, w gminie Awren. Według danych Narodowego Instytutu Statystycznego, 31 grudnia 2012 roku wieś liczyła 230 mieszkańców.